# Elecciones presidenciales de Pakistán de 2018
Las elecciones presidenciales se realizaron en Pakistán el 4 de septiembre de 2018.
El presidente en funciones, Mamnoon Hussain, del partido de la Liga Musulmana de Pakistán (N) (PML-N) era elegible para la reelección a un segundo mandato de 5 años, pero declinó. Su mandato actual terminará el 9 de septiembre de 2018. Las elecciones generales se celebraron en Pakistán el 25 de julio de 2018 para elegir a los miembros de la Asamblea Nacional. Las asambleas recientemente elegidas eligieron un nuevo presidente.
El 4 de septiembre de 2018, Arif Alvi fue elegido como el 13.º Presidente de Pakistán.

## Votación
La votación comenzó alrededor de las 10:00 a. m. PST. El primer ministro, Imran Khan, llegó al Parlamento y emitió su voto cuando faltaba una hora para la votación. La votación finalizó a las 4:00 p. m. PST. Un total de 1.110 votos fueron emitidos durante la elección, de los cuales 28 votos fueron declarados inválidos.

## Resultados
Resultados de las elecciones presidencial
| Candidato       | Partido de apoyo principal     | Senado | Asamblea | Punjab | Sindh | Balochistán | KP | Total |
| --------------- | ------------------------------ | ------ | -------- | ------ | ----- | ----------- | -- | ----- |
| Arif Alvi       | Pakistán Tehreek-e-Insaf       | 212    | 212      | 33     | 22    | 45          | 40 | 352   |
| Fazal-ur-Rehman | Liga Musulmana de Pakistán (N) | 131    | 131      | 25     | 0     | 15          | 13 | 184   |
| Aitzaz Ahsan    | Partido del Pueblo Pakistaní   | 81     | 81       | 1      | 39    | 0           | 3  | 124   |

## Candidatos

### Confirmado
- Arif Alvi: Miembro de la Asamblea Nacional de NA-247 (Karachi del Sur-II). Nominado por Primer ministro Imran Khan el 18 de agosto de 2018.[7]
- Aitzaz Ahsan: Miembro del Senado de Punjab. Nominado por Asif Ali Zardari el 19 de agosto de 2018.[8]
- Fazal-ur-Rehman: Candidato conjunto de Muttahida Majlis-e-Amal, la Liga Musulmana de Pakistán (N) y varios otros partidos de la oposición.. Nominado por Shahbaz Sharif el 27 de agosto de 2018.[9]

### Retirados
- Amir Muqam: Presidente de la Liga Musulmana de Pakistán (N) en Khyber Pakhtunkhwa y exmiembro de la Asamblea Nacional. Se retiró sus documentos de nominación después de la nominación conjunta de Fazal-ur-Rehman.[10]